# Zehnte Dringlichkeitssitzung der Generalversammlung der Vereinten Nationen
Die zehnte Dringlichkeitssitzung der Generalversammlung der Vereinten Nationen ist eine Notstandssondertagung der Generalversammlung der Vereinten Nationen, die auf Antrag Katars im Namen der Arabischen Liga erstmals am 24. April 1997 einberufen wurde. Thema der Sitzung ist „Illegale israelische Maßnahmen im besetzten Ost-Jerusalem und in dem übrigen besetzten palästinensischen Gebiet“.

## Hintergrund
Am 7. März 1997 scheiterte im Sicherheitsrat eine Resolution, die von Israel die Unterlassung der Siedlungsaktivitäten in Ost-Jerusalem forderte.
Die Resolution 51/223 der UN-Generalversammlung („Israelische Siedlungstätigkeit in dem besetzten palästinensischen Gebiet, insbesondere im besetzten Ost-Jerusalem“), die daraufhin am 13. März 1997 verabschiedet worden war, ignorierte Israel. Am 21. März 1997 blockierte die USA erneut mit ihrem Veto eine Resolution des Sicherheitsrates, die Israel zur Beendigung der Siedlungsaktivitäten aufforderte.
Um in so einer Blockade-Situation, in der im Sicherheitsrat kein Beschluss zustande kommt, weil die ständigen Mitglieder uneins sind, aber dringend Maßnahmen erforderlich sind, damit der Weltfrieden bewahrt bleibt, wurde 1950 mit der Resolution 377 die Möglichkeit geschaffen, eine Dringlichkeitssitzung, dt. offiziell Notstandssondertagung, einzuberufen.
Es ist eine außerplanmäßige Sitzung der Generalversammlung der Vereinten Nationen, die über kollektive Maßnahmen berät und empfiehlt.

## Verlauf
Die meisten der bisher elf Dringlichkeitssitzungen hatten nur eine Sitzung. Dagegen wurde die zehnte Dringlichkeitssitzung bis jetzt über zwanzigmal wieder aufgenommen und auf ihr wurden schon 26 Resolutionen verabschiedet.
| Datum                          | Resolution     | Abstimmung      | Abstimmung      | Abstimmung      | Thema |
| ------------------------------ | -------------- | --------------- | --------------- | --------------- | --- |
| Datum                          | Resolution     | Ja              | Nein            | Enthaltung      | Thema |
| 25. April 1997                 | A/RES/ES-10/1  | ohne Abstimmung | ohne Abstimmung | ohne Abstimmung | Beglaubigungen der Vertreter der zehnten Dringlichkeitssitzung der Generalversammlung |
| 25. April 1997                 | A/RES/ES-10/2  | 134             | 3               | 11              | Illegale israelische Maßnahmen im besetzten Ost-Jerusalem und in dem übrigen besetzten palästinensischen Gebiet |
| 15. Juli 1997                  | A/RES/ES-10/3  | 131             | 3               | 14              | Verurteilt das Versäumnis der israelischen Regierung, den Forderungen nachzukommen, die die Generalversammlung auf ihrer zehnten Dringlichkeits-Sondersitzung in Resolution ES-10/2 gestellt hat |
| 13. November 1997              | A/RES/ES-10/4  | 139             | 3               | 13              | Verurteilt das Versäumnis der israelischen Regierung, die Bestimmungen der Resolutionen ES-10/2 und ES-10/3 einzuhalten, insbesondere die Fortsetzung des Baus einer neuen Siedlung in Jebel Abu Ghneim |
| 17. März 1998                  | A/RES/ES-10/5  | 120             | 3               | 5               | Verurteilung von Israels Versagen den vorhergehenden Forderungen nachzukommen mit den Siedlungsaktivitäten aufzuhören |
| 5. – 9. Februar 1999           | A/RES/ES-10/6  | 115             | 2               | 5               | Bekräftigt seine Verurteilung des Versäumnisses der israelischen Regierung, sich an die Bestimmungen der Resolutionen ES–10/2, ES–10/3, ES–10/4 und ES–10/5 zu halten |
| 18. – 20. Oktober 2000         | A/RES/ES-10/7  | 92              | 6               | 46              | Verurteilung der Gewalttätigkeiten, die sich am 28. September 2000 und an den darauffolgenden Tagen am Haram al-Sharif und anderen Heiligen Stätten in Jerusalem sowie in anderen Teilen des besetzten palästinensischen Gebiets ereignet haben |
| 20. Dezember 2001              | A/RES/ES-10/8  | 124             | 6               | 25              | Verlangt die sofortige Einstellung aller Akte der Gewalt, der Provokation und der Zerstörung sowie die Rückkehr zu den Positionen und Abmachungen, die vor September 2000 bestanden |
| 24. Dezember 2001              | A/RES/ES-10/9  | 133             | 4               | 16              | Bekundet ihre volle Unterstützung für die Erklärung, die auf der am 5. Dezember 2001 in Genf abgehaltenen Konferenz der Hohen Vertragsparteien des Vierten Genfer Abkommens verabschiedet wurde |
| 7. Mai 2002                    | A/RES/ES-10/10 | 74              | 4               | 54              | Verurteilt die Angriffe, die die israelischen Besatzungstruppen in mehreren palästinensischen Städten, insbesondere im Flüchtlingslager Dschenin, auf die palästinensische Bevölkerung verübt haben |
| 5. August 2002                 | A/RES/ES-10/11 | 114             | 4               | 11              | Verlangt die sofortige Einstellung der militärischen Einfälle sowie aller Gewalthandlungen und Akte des Terrorismus, der Provokation, der Aufhetzung und der Zerstörung und außerdem den sofortigen Abzug der israelischen Besatzungstruppen aus den palästinensischen Bevölkerungszentren und ihren Rückzug auf die vor September 2000 gehaltenen Positionen |
| 19. September 2003             | A/RES/ES-10/12 | 133             | 4               | 15              | Verlangt erneut die sofortige Einstellung aller Gewalthandlungen, namentlich aller Akte des Terrorismus, der Provokation, der Aufwiegelung und der Zerstörung; verlangt, dass die Besatzungsmacht Israel jeglichen Akt der Ausweisung unterlässt und jede Bedrohung der Sicherheit des gewählten Präsidenten der Palästinensischen Behörde einstellt          |
| 20. – 21. Oktober 2003         | A/RES/ES-10/13 | 144             | 4               | 12              | Verlangt, dass Israel den Bau der Mauer in dem besetzten palästinensischen Gebiet, einschließlich in Ost-Jerusalem und seiner Umgebung, die von der Waffenstillstandslinie von 1949 abweicht und im Widerspruch zu den einschlägigen Bestimmungen des Völkerrechts steht, beendet und rückgängig macht                                                        |
| 8. Dezember 2003               | A/RES/ES-10/14 | 90              | 8               | 74              | Beschluss zur Einholung eines dringenden Gutachtens des Internationalen Gerichtshofs zu der Frage welche Rechtsfolgen sich aus der Errichtung der Mauer, die von der Besatzungsmacht Israel in dem besetzten palästinensischen Gebiet, einschließlich in Ost-Jerusalem und seiner Umgebung, gebaut wird, ergeben.                                             |
| 16. – 20. Juli 2004            | A/RES/ES-10/15 | 150             | 6               | 10              | Gutachten des Internationalen Gerichtshofs über die Rechtsfolgen des Baus einer Mauer in dem besetzten palästinensischen Gebiet, einschließlich in Ost-Jerusalem und seiner Umgebung: verlangt, dass die Besatzungsmacht Israel ihre in dem Gutachten genannten rechtlichen Verpflichtungen erfüllt                                                           |
| 17. November 2006              | A/RES/ES-10/16 | 156             | 7               | 6               | fordert die Besatzungsmacht Israel auf, ihre Militäreinsätze, durch die die palästinensische Zivilbevölkerung in dem besetzten palästinensischen Gebiet, einschließlich Ost-Jerusalems, gefährdet wird, sofort einzustellen und ihre Truppen sofort aus dem Gazastreifen in die vor dem 28. Juni 2006 eingenommenen Stellungen abzuziehen                     |
| 15. Dezember 2006              | A/RES/ES-10/17 | 162             | 7               | 7               | Errichtung des Registers der Vereinten Nationen für die Erfassung der durch den Bau der Mauer in dem besetzten palästinensischen Gebiet verursachten Schäden |
| 15. – 16. Januar 2009          | A/RES/ES-10/18 | 142             | 4               | 8               | Resolution der Generalversammlung zur Unterstützung der sofortigen Waffenruhe nach Resolution 1860 (2009) des Sicherheitsrats |
| 21. Dezember 2017              | A/RES/ES-10/19 | 128             | 9               | 35              | Status Jerusalems |
| 13. Juni 2018                  | A/RES/ES-10/20 | 120             | 8               | 45              | Schutz der palästinensischen Zivilbevölkerung |
| 26. Oktober – 2. November 2023 | A/RES/ES-10/21 | 120             | 14              | 45              | Schutz von Zivilpersonen und Wahrung rechtlicher und humanitärer Verpflichtungen |
| 12. – 20. Dezember 2023        | A/RES/ES-10/22 | 153             | 10              | 23              | Schutz von Zivilpersonen und Wahrung rechtlicher und humanitärer Verpflichtungen |
| 10. – 13. Mai 2024             | A/RES/ES-10/23 | 143             | 9               | 25              | Aufnahme neuer Mitglieder in die Vereinten Nationen |
| 17. – 18. September 2024       | A/RES/ES-10/24 | 124             | 14              | 43              | Gutachten des Internationalen Gerichtshofs über die Rechtsfolgen der Politik und des Vorgehens Israels in dem besetzten palästinensischen Gebiet, einschließlich Ost-Jerusalems, und der Illegalität der anhaltenden Präsenz Israels in dem besetzten palästinensischen Gebiet                                                                                |
| 11. Dezember 2024              | A/RES/ES-10/25 | 159             | 9               | 11              | Unterstützung des Mandats des Hilfswerks der Vereinten Nationen für Palästina-Flüchtlinge im Nahen Osten |
| 11. Dezember 2024              | A/RES/ES-10/26 | 158             | 9               | 13              | Forderung einer Waffenruhe in Gaza |